# Anastazewo
Anastazewo is een dorp in de Poolse woiwodschap Groot-Polen. De plaats maakt deel uit van de gemeente Powidz en telt 120 inwoners.